# 360
Криза в Римській імперії в зв'язку з проголошенням імператором Юліана. Війна Риму з Персією. У Китаї правління династії Цзінь. В Індії починається період імперії Гуптів. У Японії триває період Ямато. У Персії править династія Сассанідів.
На території лісостепової України Черняхівська культура. У Північному Причорномор'ї готи й сармати. Історики VI століття згадують плем'я антів, що мешкало на території сучасної України приблизно з IV сторіччя.

## Події
- Римські легіони в Галлії збунтувалися, не бажаючи йти на війну з персами в Месопотамію, й проголосили Флавія Клавдія Юліана імператором-августом.
- Алемани нападають на Рецію, але Юліан відганяє їх.
- Перські війська здобувають кілька фортець римлян.
- Констанцій II і Юліан обмінюються листами, сподіваючись уникнути громадянської війни.
- Зібрався церковний собор у Константинополі, куди з'їхалися як єпископи Сходу, так і Заходу, а також гот Ульфіла. Собор прийняв новий символ віри. Кілька єпископів, серед них Македоній Константинопольський і Кирило Єрусалимський, позбавлено сану.

## Померли
- Олена Молодша